# 范胤
范胤（はん いん、1997年12月10日 - ）は、中国の囲碁棋士。広東省広州市出身、中国囲棋協会に所属、八段。威孚房開杯棋王戦優勝、百霊愛透杯世界囲碁オープン戦ベスト8など。

## 経歴
少年時代、韓国に移住した岳亮六段の元で4年間学ぶ。2011年初段。2011年二段、三段。2013年リコー杯新秀戦ベスト8。2014年四段、乙級リーグで平煤神馬集団チームで出場し6連勝。2015年五段、Mlily夢百合杯世界囲碁オープン戦で予選を勝ち抜いて本戦出場しベスト32。
2016年百霊愛透杯ベスト8、全国囲棋個人戦 で9戦全勝で優勝。2017年七段、威孚房開杯棋王戦で張涛に勝って優勝。2018年国手山脈杯国際囲棋戦個人戦ベスト8。2019年八段。2021年衢州・爛柯杯中国囲棋冠軍戦ベスト8、文投杯開封中国囲棋国手戦ベスト4。
中国囲棋リーグでは2012年に丙級の中国煤礦棋院チームで出場、甲級リーグには2016年から出場。中国棋士ランキング2016年37位、2020年24位。

### タイトル歴
- 全国囲棋個人戦 2016年
- 威孚房開杯棋王戦 2017年

### 他の棋歴
- 百霊愛透杯世界囲碁オープン戦ベスト8 2015年（○寺山怜、○毛睿竜、○時越、×元晟溱）
- 国手山脈杯国際囲棋戦 ベスト8 2018年
- 全国囲棋個人戦 2017年2位
- 中華人民共和国全国運動会 2017年男子個人戦10位
- 中国囲棋甲級リーグ戦
  - 2012年丙級（中国煤礦棋院）
  - 2013年丙級（中国煤礦棋院）
  - 2014年乙級（平煤神馬集団）
  - 2015年乙級（平煤神馬集団）
  - 2016年（雲南保山永子）9-7
  - 2017年（廈門国旅連合）13-13
  - 2018年（国旅連合廈門）9-11
  - 2019年（国旅連合廈門）10-5
  - 2020年（民生信用卡北京）7-8
  - 2021年（民生信用卡北京）

## 注
1. ↑  『2021年版・囲碁年鑑』日本棋院 2021年